# فیروزه خسروانی
فیروزه خسروانی (زادهٔ ۱۹۷۱ در تهران) مستندساز ایرانی است. او دانش‌آموختهٔ هنر از آکادمی هنرهای زیبای بررا و کارشناسی ارشد روزنامه‌نگاری از یکی از دانشگاه‌های تهران است. خسروانی در سال ۲۰۲۰ برای مستند رادیوگرافی یک خانواده برندهٔ جوایز بهترین فیلم مستند بلند و بهترین استفادهٔ خلاقانه از آرشیو از جشنوارهٔ بین‌المللی فیلم مستند آمستردام شد.
از ساخته‌های او می‌توان به جشن تکلیف و حرفه: مستندساز اشاره کرد.
خسروانی در ۸ مرداد ۱۳۸۸ در جریان یادبود چهلم کشتگان تظاهرات ۳۰ خرداد به همراه تعداد دیگری از فیلمسازان به دلیل «گذاشتن گل بر مزار جانباختگان پس از وقایع انتخابات ریاست جمهوری» در بهشت زهرا دستگیر و پس از چند ساعت آزاد شد.

## فیلم‌شناسی
| سال         | عنوان                 | سمت       | توضیحات     | منبع   |
| ----------- | --------------------- | --------- | ----------- | ------ |
| ۲۰۰۴        | قطار زندگی            | کارگردان  |             | [ ۱۰ ] |
| ۲۰۰۴        | بهشت زهرا             | فیلمبردار | فیلم کوتاه  |        |
| ۲۰۰۸        | برش اولیه             | کارگردان  | مستند کوتاه | [ ۱۱ ] |
| ۱۳۸۹ش/۲۰۱۰م | ۱۰۰۱ ایران            | کارگردان  | مستند کوتاه | [ ۱۲ ] |
| ۲۰۱۲        | L'archivio a oriente  | کارگردان  | مستند       | [ ۱۳ ] |
| ۲۰۱۴        | حرفه: مستندساز        | کارگردان  | مستند       | [ ۵ ]  |
| ۲۰۱۴        | جشن تکلیف             | کارگردان  | مستند       | [ ۶ ]  |
| ۲۰۲۰        | رادیوگرافی یک خانواده | کارگردان  | مستند       | [ ۱۴ ] |